# Christa Deguchi
Christa Deguchi (29 de outubro de 1995) é uma judoca canadense. Foi medalhista de ouro nos Jogos Olímpicos de Verão de 2024 em Paris.